# Hilde Landtsheer
Hilde Landtsheer (Hamme, 1971) is een Vlaamse politica bij Open Vld. Sinds 2006 is ze schepen in de Gemeente Hamme.
Na de studies "moderne talen" doorlopen te hebben in Hamme heeft ze haar bachelordiploma "Management Toerisme en recreatie" in Mechelen behaald. Vrijwel onmiddellijk na het voltooien van deze studies is ze als zelfstandig reisagente een eigen zaak begonnen.
In 2004 zette ze haar eerste stappen in de politiek waar ze actief was binnen het LVZ Hamme. Kort daarop is ze bestuurslid geworden van de Hamse Open Vld. Op gemeentelijk vlak zat ze vanaf 2004 in de adviesraad lokale economie Hamme.
Op 8 oktober 2006 werd ze verkozen en is een coalitie gevormd tussen Open Vld en CD&V. Open Vld mocht 4 Schepenen sturen naar het college en dankzij de voorkeurstemmen zetel ze in het college als schepen sinds 02/01/2007.
Haar bevoegdheden zijn: Jeugd, milieu en natuur, wijkraden en gelijke kansenbeleid